# Il cielo in una rete
Il cielo in una rete è un brano musicale composto dal maestro Piero Piccioni.

## Sigle televisive RAI
Il brano fu scelto, dal 15 dicembre 1979 al 27 gennaio 1986, per l'accompagnamento della sigla aggiuntiva alle sigle generiche di apertura e chiusura delle trasmissioni. La sua durata è di circa un minuto.

### Descrizione della sigla
La sigla era ambientata su di un cielo azzurro guarnito con nuvole bianche, come nelle sigle generiche. Tuttavia, queste nuvole erano diverse e cambiavano forma molto velocemente.
Davanti a quest'animazione, compariva da lontano un quadrato nero con il logo "TV" – contenente al suo interno quello che era allora il marchio della TV, cioè le due lettere bianche "T" e "V" impilate l'una sull'altra –, racchiuso in un grande quadrato rosso rovesciato. Sui vertici di queste figure geometriche, comparivano in dissolvenza dei gruppi di tre linee bianche, poi compariva da vicino un "3" bianco che si fermava al centro "TV" emettendo, per una frazione di secondo, un bagliore bianco. Scomparivano le lineette e, nella parte bassa del teleschermo, si formava un grosso quadrato arancione che, muovendosi dal basso verso l'alto, mostrava delle cellette triangolari verdi. Il disegno continuava a scorrere verso l'alto, mentre la sequenza grafica con i quadrati, il logo e i ventun triangolini si ripeteva per altre due volte fino a uscire dal lato superiore della visuale.
A questo punto, si ripeteva la prima parte dell'animazione: con uno zoom in avanti compariva un nuovo logo "TV" di colore nero, racchiuso in un quadrato rovesciato rosso. Quindi, si formavano di nuovo le linee bianche sullo sfondo, mentre le nuvole scomparivano a poco a poco. Infine, il logo "3" bianco che componeva il logo "TV 3" emetteva un altro bagliore bianco.

### Grafica della sigla
La sequenza era basata sulla grafica realizzata dall'architetto Erberto Carboni, autore anche delle sigle generiche di apertura e chiusura della Rai.

### 45 giri
Il brano è stato pubblicato, su etichetta Fonit Cetra, anche come lato A del 45 giri Il cielo in una rete/Tutti in scena. La versione discografica, però, oltre a essere decisamente più lunga (quasi tre minuti in più), ha un arrangiamento diverso rispetto a quella televisiva. Infatti sull'etichetta è indicata come versione disco.

### Origine e critica
Secondo alcuni critici, il titolo del brano è stato concepito come parodia e tributo al brano di Gino Paoli Il cielo in una stanza.